# 910er

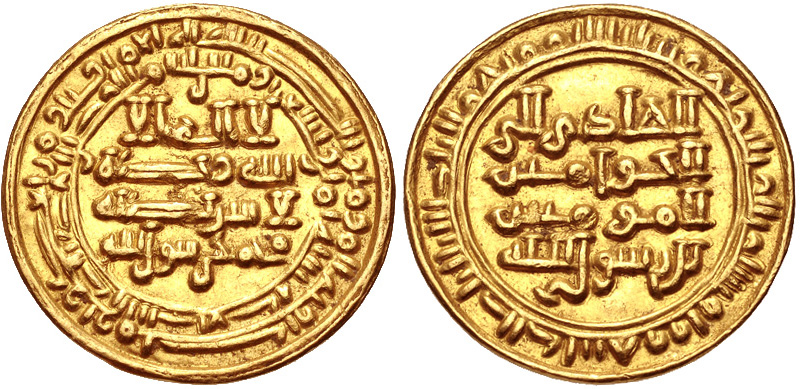
Dinar von al-Hadi ila'l-Haqq Yahya, erster zaidischer Imam von Jemen, geprägt in AH 298 (910/11 n. Chr.).

Portal Geschichte | Portal Biografien | Aktuelle Ereignisse | Jahreskalender | Tagesartikel

◄ |
9. Jh. |
10. Jahrhundert
| 11. Jh. | ►

◄ |
880er |
890er |
900er |
910er
| 920er | 930er | 940er | ►

910 |
911 |
912 |
913 |
914 |
915 |
916 |
917 |
918 |
919

## Ereignisse
- 910: Wilhelm I. von Aquitanien gründet die Abtei Cluny.
- 911: Nach zahlreichen Angriffen in Nordfrankreich erhält der Normanne Rollo von Karl dem Einfältigen das Gebiet um die Seinemündung (Normandie) als Lehen.
- 919: Herzog Heinrich I. von Sachsen, Sohn und Nachfolger Ottos des Erlauchten, wird am 12. Mai in Fritzlar von den Franken, Sachsen und Thüringern zum König des  Ostfrankenreichs (regnum francorum orientalium) gewählt und folgt damit auf den verstorbenen König Konrad I. von Ostfranken.